# Еуровиле (Варезе)
Еуровиле је насеље у Италији у округу Варезе, региону Ломбардија.
Према процени из 2011. у насељу је живело 17 становника. Насеље се налази на надморској висини од 318 м.